# 이안 브루스 퍼거슨
대령 이안 브루스 퍼거슨(영어: Ian Bruce Ferguson, 1917년 4월 13일 ~1988년 12월 21일)은 제2차 세계 대전과 6.25 전쟁에 복무한 오스트레일리아 육군의 장교다.

## 유년기
퍼거슨은 뉴질랜드 웰링턴에서 1917년 4월 13일 태어났다. 그의 부모는 이혼했고, 퍼거슨은 어머니와 함께 살았다. 이후 퍼거슨의 어머니는 리우터에서 일하던 시드니 렌과 재혼했다. 퍼거슨은 어머니 및 양아버지와 함께 여행을 다니며 웰링턴, 멜버른, 런던, 파리, 더니딘에 있는 학교를 다녔다. 교육을 마친 후 퍼거슨은 웰링턴에서 생도 기자로 일했다. 제2차 세계 대전이 발발했을 때, 퍼거슨은 "시드니 선"이라는 신문사에서 일하고 있었다.

## 제2차 세계 대전
1939년 11월 3일 오스트레일리아 육군에 등록한 퍼거슨은 오스트레일리아 제2/1대대에 배정되었다. 잠재력을 인정받아, 퍼거슨은 제16여단 본부의 정보부로 전환되었다. 1940년 중동에 도착한 퍼거슨은 하사로 진급했고, 6월 27일에는 견습 중위가 되었다. 여단 정보부 장교로써, 퍼거슨은 1941년 1월 바르디아 전투와 컴패스 작전에 참전했다. 퍼거슨은 5월에 오스트레일리아 제2/2대대로 배정받았고, 이집트와 시리아에서 복무했다.
오스트레일리아를 방어하기 위해 오스트레일리아 정부가 군을 소환한 뒤 퍼거슨은 대위로 진급했고, 찰스 허큘리스 그린의 뒤를 이어 제2/2대대 B중대를 맡게 되었다. 대대는 8월에 오스트레일리아에 도착해 휴식을 가진 뒤, 포트모르즈비에 9월에 도착했다. 대대는 오웬 스탠리 산맥을 따라 코코다 트랙으로 파견되였으며, 코코다 트랙 전역에서 사나난다로 가는 길을 뚫기 위해 전투를 벌였다. 10월부터 12월 사이에 사나난다에 도착한 이후 제2/2대대는 예비군으로 배치된 550명 중 88명만 소집할 수 있었다. 퍼거슨은 대대가 말라리아와 뎅기열에 감염되어 9달 동안 활동할 수 없었다. 그는 10월 20일 템플튼 건널목에서 보여준 리더십으로 십자장을 받았다.
병세를 회복한 퍼거슨은 1943년 9월 제6사단의 연락장교로 임명되었고 임시 중령이 되었다. 1945년 5월에는 중령으로 진급했다. 퍼거슨은 이후 퀸즐랜드주의 카바라에 있는 장교학교에 입학했고, 1944년 10월 오스트레일리아 제1합동작전구역으로 배정받았다. 퍼거슨은 제7사단에 배속되어 모로타이 전투와 바리크파판 전투의 상륙작전을 입안하는데 도움을 주었다.

## 전후
1945년 8월 전쟁이 끝난 후, 퍼거슨은 일본의 영연방 점령군에 자원했다. 퍼거슨은 가이타정, 이후에 에타지마에 있던 제67대대의 중대를 맡게 되었다. 1947년 퍼거슨은 제67대대의 부대대장이 되었다. 1948년에 퍼거슨은 영연방 점령군 본부에 배속되었다. 퍼거슨은 주일 캐나다 대사관 직원이었던 앨리스 엘리자베스와 6월 26일 결혼했다.
퍼거슨은 왕립 오스트레일리아 연대 제3대대로 재지정된 제67대대의 개편에서 중요한 역할을 맡았다. 1950년 6.25전쟁 발발 이후, 대한민국에 파병되는 제27보병여단에 제3대대가 합류하라는 명령을 받았을 때, 찰스 그린이 대대장이 될 때까지 그는 제3대대의 재장비와 조직 관리를 맡았다.

## 6.25 전쟁

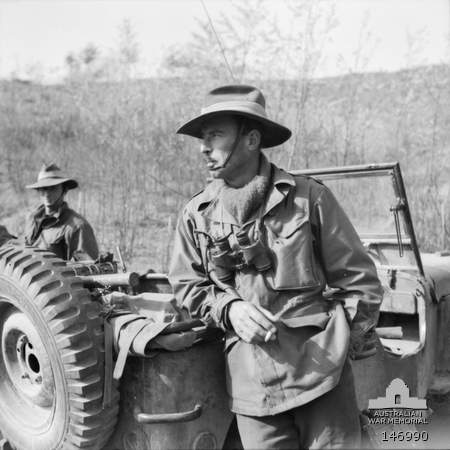
1950년 11월 7일 북한 박천시 인근에서 왕립 오스트레일리아 연대 제3대대의 지휘를 맡기 직전의 퍼거슨.

퍼거슨은 11월 8일 찰스 그린이 정주 전투 직후 텐트에서 쉬고 있을 때 적의 파편에 심각한 부상을 입자 제3RAR의 지휘를 맡는 것으로 임명되었고 임시 중령으로 진급했다. 제3대대는 북한에서 서울 남쪽으로 철수하면서 혹독한 겨울을 겪어야 했다. 이후 그는 1951년 4월 가평 전투와 38선 인근의 작전에 참여했고, 가평 전투에서의 공로로 퍼거슨은 특무훈장을 받았고, 제3대대는 미국 대통령 부대 훈장을 받았다. 퍼거슨은 7월 5일 8달 동안의 지휘를 마치고 왕립 오스트레일리아 연대 제3대대의 지휘권을 내려놓았다.

## 이후 삶
한국에서의 경험 덕분에, 퍼거슨은 오스트레일리아 왕립 연대 제1대대를 지휘하게 되었고, 1952년부터 1953년까지 제13국민복무훈련대대를 지휘하게 되었다. 1957년 10월에는 임시직으로 받았던 중령 직위가 실질 직위로 되었다. 퍼거슨은 1959년부터 1962년까지 캔버라에 있던 왕립사관학교의 교사였다. 1963년부터 1966년까지는 방콕에 위치한 동남아시아 조약 기구에 배속되었다. 퍼거슨은 1967년 4월 14일 육군에서 퇴역했고, 대령으로 진급했다.
퍼거슨은 1988년 12월 21일 캔버라에서 사망했고, 부인과 세 아들은 살아남았다. "오스트레일리아 자서전 사전"에 따르면, 그는 "영국 성공회 식으로 화장되었다".

## 참고 문헌
- 틀:Australian Dictionary of Biography
- Horner, David; ed (2008). 《Duty First: A History of the Royal Australian Regiment》 Seco판. Crows Nest: Allen and Unwin.